# 臺南捷運紅線
臺南捷運紅線 ，是臺南捷運優先規劃路線之一，採跨坐式單軌系統建置，主線預定起點為嘉南藥理大學站（預計可同站轉乘銜接高雄捷運紅線規劃中的岡山路竹延伸線），路線行經台南市仁德區、南區、東區，終點為林森路，全長11.19公里。規畫採全高架型式建置。在遠期計畫裡，該線還規劃延伸至玉井區，以與台南捷運橘線銜接，未來總長可達49.1公里。
2021年10月已完成「臺南都會區旅次吸引及大眾運輸場站旅次特性調查及分析」作業；於2022年中完成可行性研究期末報告審查，2024年7月18日與高雄市達成兩市紅線於嘉南藥理大學站做轉乘共識。

## 歷史

### 早期「其他紅線」規劃
早在1989年至1990年，交通部運輸研究所即與國立成功大學交通管理科學研究所合作進行臺南捷運規劃，並完成《臺南都會區大眾捷運系統可行性研究》報告。其中即有一條「紅線」，但係以成大醫院為起迄點的「環狀線」，與目前的紅線毫無關係，其他路線亦然；:114~116相關規劃後來也未付諸實現。
1992年，臺灣省政府住宅及都市發展局捷運工程處亦完成臺南都會區捷運系統規劃，並於1998年6月獲環保署認可環境評估報告。1998年底實施凍省後，該項業務於1999年7月轉交交通部高速鐵路工程局負責。該局根據臺灣省政府的研究成果，提出一套捷運路網，其中亦有一條「紅線」，但其起迄點（台江—高鐵台南站）、所經路線與車站配置均與目前的紅線無關，其他路線亦然；相關規劃後來也未付諸實現。
2003年，在交通部不再主導臺南都會區大眾捷運系統推動的情況下，臺南縣政府與臺南市政府相繼提出建置輕軌運輸系統的構想。2009年，臺南縣政府參考交通部的研究成果，規劃出一套「臺南都會區輕軌運輸系統」，其中亦有一條「紅線」，但其起迄點（高鐵臺南站－臺南科技工業園區）、所經路線與車站配置均與目前的紅線無關，其他路線亦然。該案於2010年送審後遭到交通部以自償率過低為由退回，同年底臺南縣市合併改制為直轄市後，新任市長於2011年2月以興建成本過高且路幅過於狹窄不易興建為由正式終止該案。

### 2013年－2020年
2013年底，臺南市政府交通局表示將針對輕量捷運進行評估，規劃建構單軌高架電車。
2014年12月，交通局表示已規劃「平實營區至安平」、「市區環狀」2條路線並提報市府核定，皆與今之紅線無關。
而在臺南市政府進一步評估之後，於2016年8月提出了由以綠線、藍線、橘線、紅線、黃線、棕線、紫線、粉線、墨綠線、綠線延伸線、藍線延伸線、紅線延伸線等九主線三延伸線共十二條、長約200公里的捷運路網，分優先路網、第二期路網及第三期路網等三期路網方式建置，並擇定綠線、藍線為優先路網，紅線不在其列。
2017年5月，臺南市交通局為加速推動捷運建設，已提報交通部爭取經費補助，以便啟動二期路網可行性研究，其中包括紅線（和順轉運站—高捷大湖站），全長25.6公里。
2018年5月，臺南市交通局在市議會總質詢時表示，交通部已將紅線納入2019年前瞻計畫預算的臺南捷運先期路網中，並編列綜合規劃費用。該路線起點為高雄大湖站，向北經過嘉南藥理科技大學、奇美博物館、臺南機場，接上臺南捷運環狀藍線。

### 2020年-至今
2021年4月，臺南捷運路線再度修改，將深綠線與黃線納入優先新建範圍，以發展沙崙園區與南科，而紅線的東段（玉井到東區）、綠線東段（安南到東區）、綠線南段（安平到南區）等都從優先改為遠期，而紫線則從二期路網改到遠期路網。
2022年1月，台南捷運啟動紅線可行性研究案，將蒐集民眾意見後，納入評估檢討完成規劃成果，以利後續提報中央審議爭取核定後，進入下一階段綜合規劃作業，預估設置10座車站及1座機廠，全長11.19公里。
2024年出現台南捷運紅線可行性研究原規劃僅到大林站（中華東路與大同路口）再由高雄紅線北延跨境銜接，而高雄整體路網規劃紅線岡山路竹延伸線則預計跨境至南市奇美博物館，因兩市未取得共識造成規劃問題；同年7月17日立委邱志偉邀集交通部路政及道安司、交通部鐵道局、高雄市政府捷運局、臺南市捷運工程處等單位協調兩市捷運銜接規劃，因臺南市捷運紅線已完成可行性研究修正至嘉藥大學站且即將報交通部審議，最終兩市達成初步規劃共識，兩市紅線預計於嘉南藥理大學站做系統轉乘。

## 外部連結
- 台南捷運路線又改了 優先部分增加兩條路線 （页面存档备份，存于）
- 台南捷運藍線綜合規劃案 預計明年下半年完成 （页面存档备份，存于）
- 台南市政府交通局
- 交通部運輸研究所
- 台南市政府捷運工程處 （页面存档备份，存于）
- 臺南捷運官方網站 （页面存档备份，存于）

| 路線                              | 編號 | 名稱         | 名稱                                        | 站體型式 | 所在地 | 所在地 | 交會路線           |
| 路線                              | 編號 | 中文         | 英文                                        | 站體型式 | 所在地 | 所在地 | 交會路線           |
| --------------------------------- | ---- | ------------ | ------------------------------------------- | -------- | ------ | ------ | ------------------ |
| R 紅線 轉乘站以外之站名皆未定案。 |      |              |                                             |          |        |        |                    |
|                                   | R01  | 嘉南藥理大學 | Chia Nan University of Pharmacy and Science | 未釋出   | 臺南市 | 仁德區 | 紅線               |
|                                   | R02  | 南臺南       | South Tainan                                | 未釋出   | 臺南市 | 東區   | 臺灣鐵路縱貫線南段 |
|                                   | R03  | 仁愛里       | Renai Viliage                               | 未釋出   | 臺南市 | 東區   |                    |
|                                   | R04  | 臺南航空站   | Tainan Airport                              | 未釋出   | 臺南市 | 東區   |                    |
|                                   | R05  | 文化中心     | Tainan Municipal Cultural Center            | 未釋出   | 臺南市 | 東區   | 藍線               |